# Marie-Luce Waldmeier
Marie-Luce Waldmeier (ur. 1 lipca 1960 w Ambilly) – francuska narciarka alpejska.

## Kariera
W zawodach Pucharu Świata zadebiutowała 15 grudnia 1976 roku w Cortina d’Ampezzo, gdzie zajęła 43. miejsce w zjeździe. Pierwsze punkty wywalczyła 12 stycznia 1979 roku w Les Diablerets, gdzie zajęła dziesiąte miejsce w tej samej konkurencji. Na podium zawodów tego cyklu pierwszy raz stanęła 21 stycznia 1983 roku w Megève, kończąc rywalizację w zjeździe na trzeciej pozycji. W zawodach tych wyprzedziły ją jedynie Maria Walliser ze Szwajcarii i Maria Maricich z USA. W kolejnych startach jeszcze jeden raz stanęła na podium: 3 marca 1984 roku w Mont-Sainte-Anne zajęła drugie miejsce w gigancie. W sezonie 1980/1981 zajęła 36. miejsce w klasyfikacji generalnej.
Wystartowała na igrzyskach olimpijskich w Lake Placid w 1980 roku, gdzie zajęła 16. miejsce w zjeździe. Podczas rozgrywanych cztery lata później igrzysk w Sarajewie w tej samej konkurencji zajęła 20. miejsce. Była też trzynasta w zjeździe na mistrzostwach świata w Schladming w 1982 roku.

## Osiągnięcia

### Igrzyska olimpijskie
| Miejsce | Dzień     | Rok  | Miejscowość | Konkurencja | Czas biegu | Strata | Zwyciężczyni          |
| ------- | --------- | ---- | ----------- | ----------- | ---------- | ------ | --------------------- |
| 16.     | 17 lutego | 1980 | Lake Placid | Zjazd       | 1:37,52    | +3,53  | Annemarie Moser-Pröll |
| 20.     | 16 lutego | 1984 | Sarajewo    | Zjazd       | 1:13,36    | +2,20  | Michela Figini        |

### Mistrzostwa świata
| Miejsce | Dzień    | Rok  | Miejscowość | Konkurencja | Czas biegu | Strata | Zwyciężczyni   |
| ------- | -------- | ---- | ----------- | ----------- | ---------- | ------ | -------------- |
| 13.     | 4 lutego | 1982 | Schladming  | Zjazd       | 1:37,47    | +1,52  | Gerry Sorensen |

### Puchar Świata

#### Miejsca w klasyfikacji generalnej
- sezon 1978/1979: 52.
- sezon 1979/1980: 50.
- sezon 1980/1981: 36.
- sezon 1981/1982: 39.
- sezon 1982/1983: 39.
- sezon 1983/1984: 37.

#### Miejsca na podium
1. Megève – 21 stycznia 1983 (zjazd) – 3. miejsce
2. Mont-Sainte-Anne – 3 marca 1984 (gigant) – 2. miejsce